# Jukun
Los jukun (también llamados diukun, djukun, dsuku, kororofa, kwararafa, urapang o appa) son un grupo étnico que vive en el valle de Benue, en el norte de Nigeria, y en número menor en Camerún. Está formado por unas 215.000 personas que hablan alguna de las lenguas jukonoides.

## Idioma

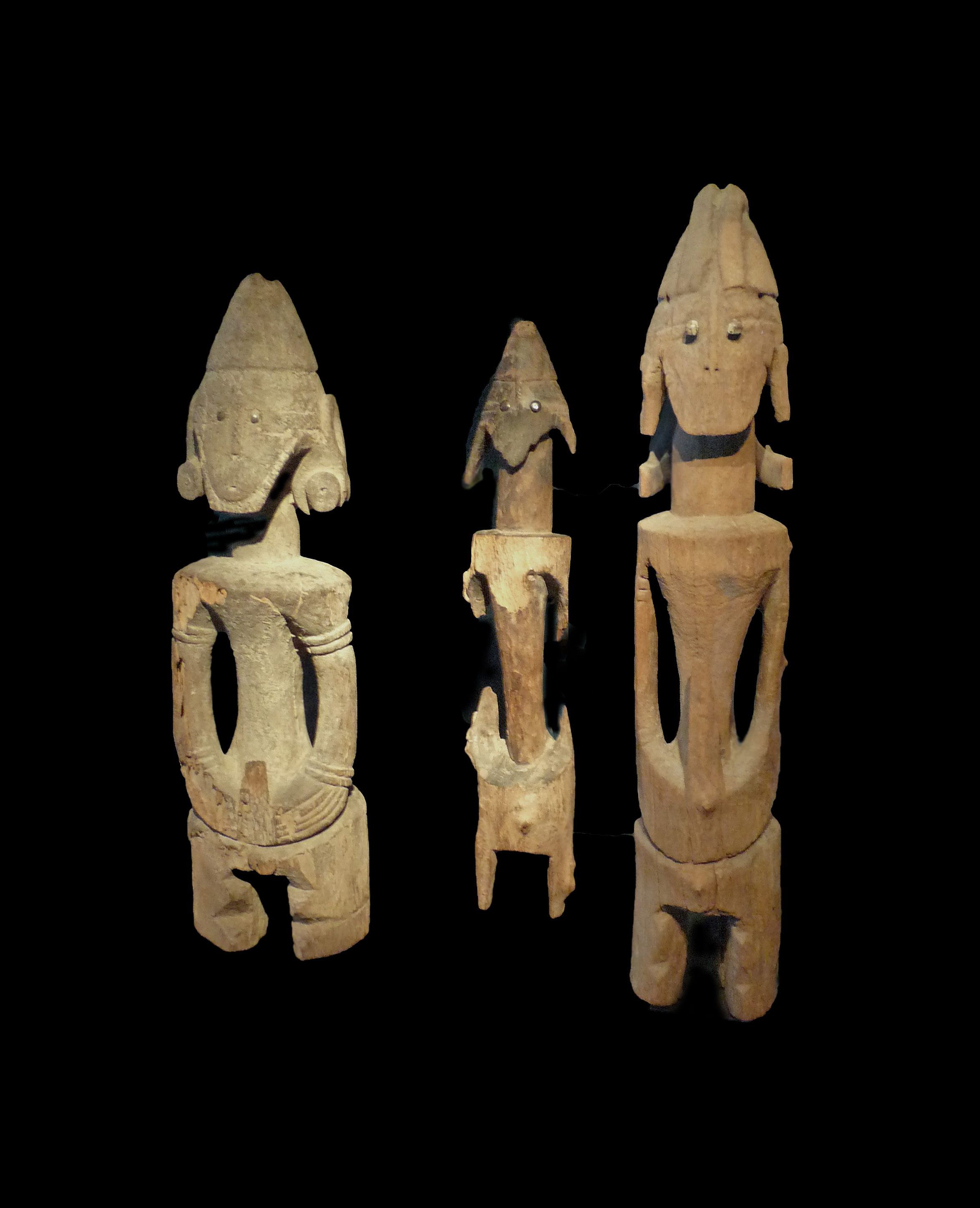
Esculturas del pueblo jukun.

El idioma jukun está emparentado con los pueblos situados en el río Cross. Generalmente se clasifica dentro de la familia Niger-Congo, en el subgrupo Benue-Congo, lenguas jukonoides. Mientras que para la clasificación de Greenberg las lenguas jukun forman parte del grupo kwa. 
Se estima en más de 200.000 las personas que hablan alguna de las variantes de las lenguas jukun.

## Historia

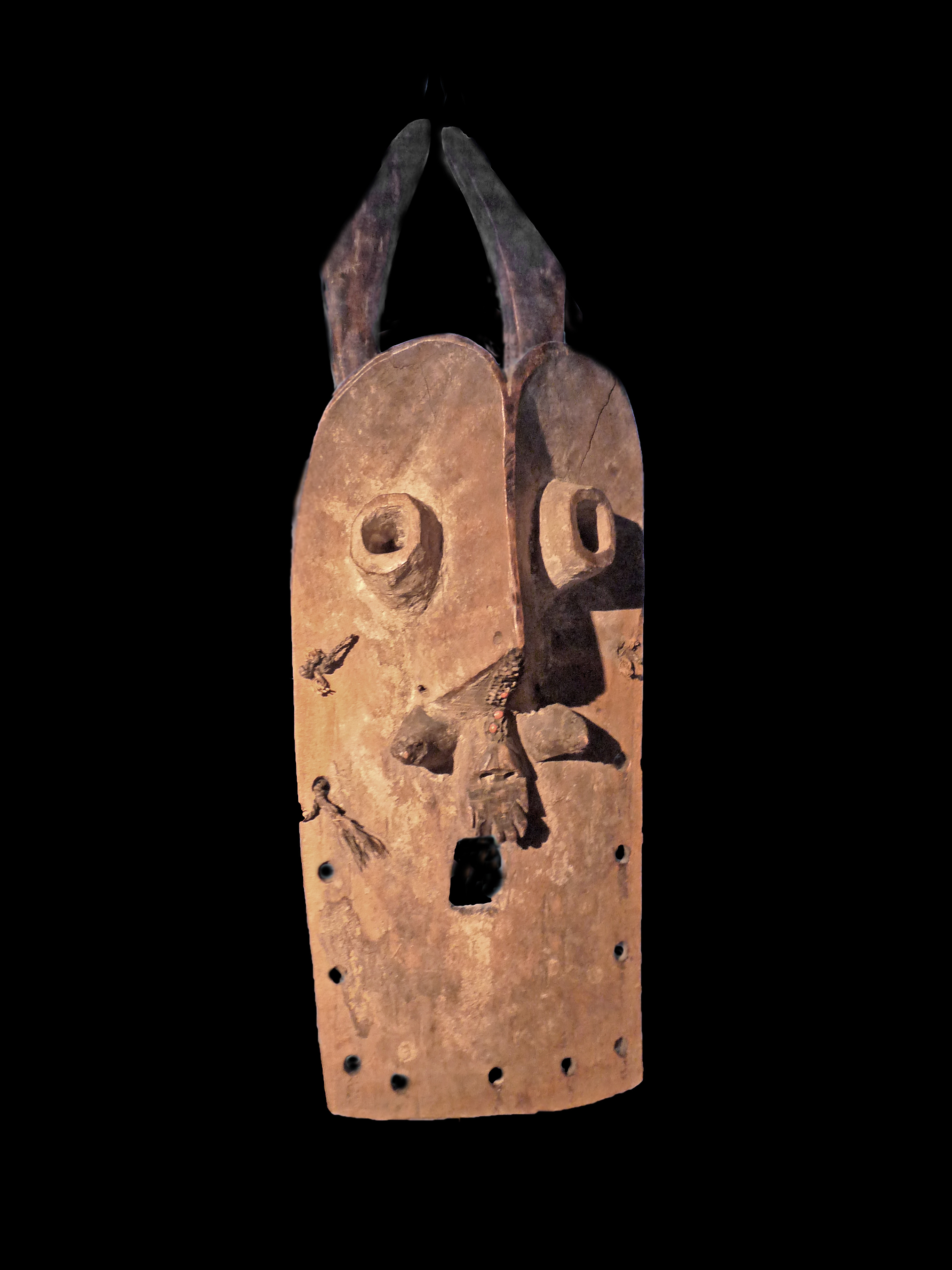
Máscara ritual del pueblo jukun.

### Origen
Proceden de los territorios situados entre los montes Mandara y el lago Chad. La tradición oral islamizada sitúa un origen mítico en Yemil, al este de La Meca, de donde habrían salido los ancestros guiados por un líder llamado Agugu, quien los llevó a través del Sudán. Pero la tradición hausa señala un progenitor llamado Kororofa, origen del pueblo jukun y cuyo nombre llevará la capital del reino Jukun. En esta versión del origen jukun, el país natal estaría en el valle del Nilo o el Kordofán.

### Reino

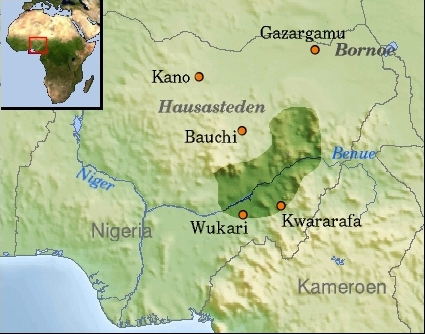
Estimación cartográfica del reino del pueblo jukun.

Entre los años 1200 a 1600 tuvo lugar el asentamiento del pueblo jukun en el valle medio-bajo del río Benue, en la desembocadura de los ríos Katsina Ala y Gongola-Hawal, territorios de los estados de Taraba y Benue. Algunos grupos se asentaron en la vecina provincia del Noroeste de Camerún.
Formaron el potente reino de Kororofa en el siglo XIII. En el siglo XVIII luego de varios altibajos en su poderío situaron la capital del reino en Wukari. En su apogeo en el siglo XVIII, el Reino Jukun se extendió desde del rio Cross hasta Bornu e incluyó las ciudades de Zaria y Kano. En el siglo XIX las incursiones de los peul de Sokoto socavaron el reino que terminó por caer en manos de la yihad fulani en 1804 con la toma de la ciudad de Kororofa.
Al comienzo de las invasiones peul se opusieron al islam pero tras ser derrotados una parte de la población se islamizó.

### Período colonial
El poder colonial británico instó posteriormente el sometimiento de los tiv —pueblo que compartía el territorio de los jukun— por parte de éstos para controlar más fácilmente el país.

### Conflicto con el pueblo tiv
Desde la independencia de Nigeria en 1960, el resentimiento tiv ha llevado a esporádicos incidentes violentos entre los dos grupos. En 1991 uno de estos enfrentamientos, que siguió a una elección municipal impugnada, dio lugar a una guerra étnica en la que se quemaron poblados y huyeron de la región miles de personas de ambos grupos. Desde entonces se ha intentado reconciliar a los dos grupos con la ayuda de los gobernantes septentrionales tradicionales. En 2001, los tiv y los jukun se enfrentaron una vez más por los derechos territoriales en el estado de Taraba. Los jukun argumentan que ellos son los habitantes originales y califican a los tiv como colonos. Sentencia que el pueblo tiv no comparte y reclama igualdad de derechos y mayor representación en la vida política.

## Sociedad
Se consideraba que el rey tenía carácter divino, pero se aplicaba la “muerte ritual” cuando se debilitaba su poder. Al desaparecer el reino se organizaron en comunidades autónomas regidas por consejos de ancianos.

## Economía
Tienen una economía que se sustenta entre una agricultura de subsistencia y la ganadería.

## Arte Jukun

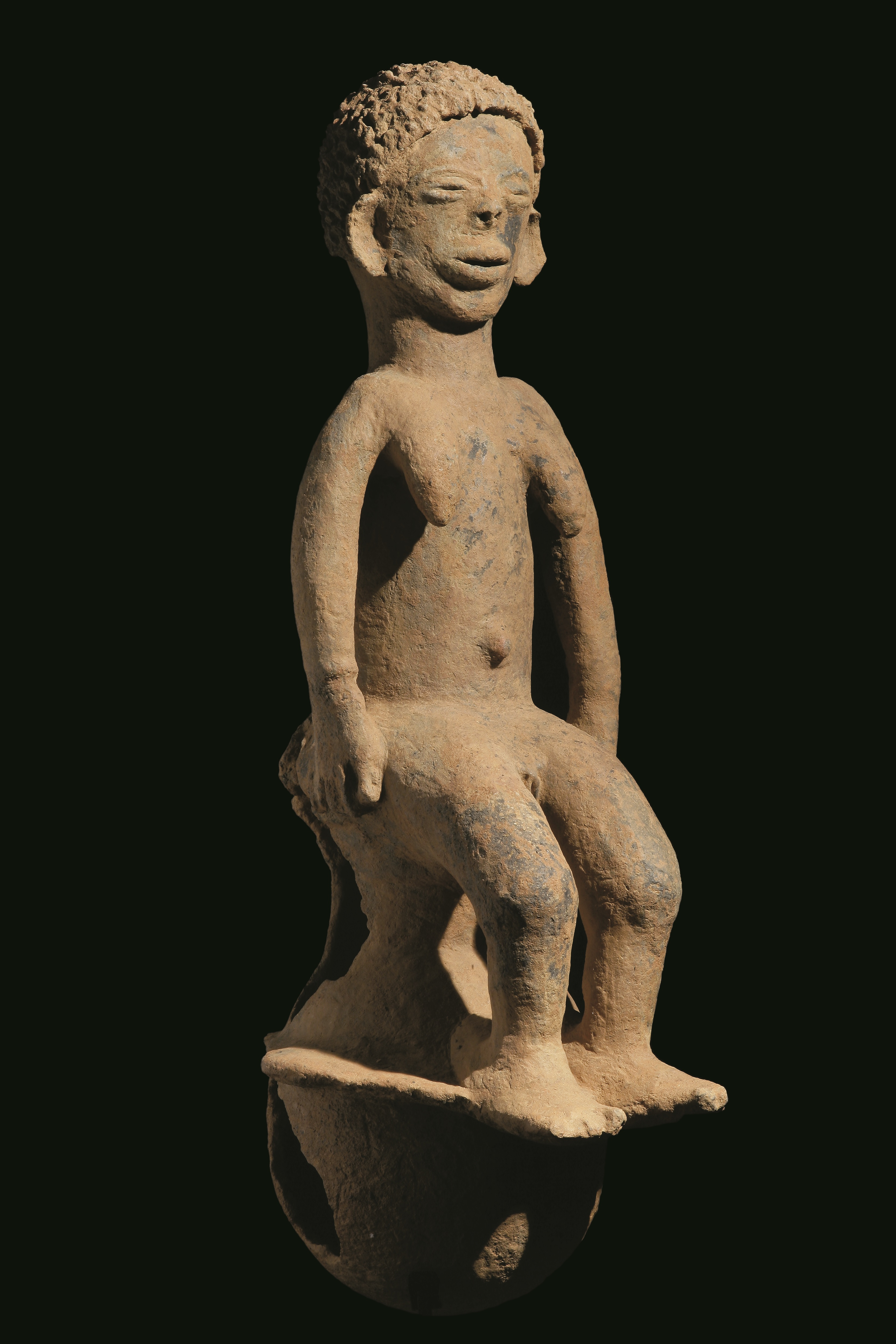
Mujer en terracota.Cultura Jukun. Procedencia: Nigeria. Cronología: -. Altura: 80 cm

Son más abundantes las obras en madera e incluso bronce que se conservan de este pueblo, pero también se dan piezas en terracota conservadas, aunque de número escaso. Es por eso por lo que no se conoce muy bien cómo pudo ser su producción cerámica.
El número de piezas jukun en terracota es muy limitado, de manera que menos de una docena de ejemplares han aparecido desde mediados de la década de los 80. Entre dichas piezas destaca una Pareja en terracota, el único conjunto de pareja en barro cocido hallado hasta el momento (dicha escultura se encuentra expuesta en la Sala Renacimiento del Palacio de Santa Cruz de Valladolid, perteneciente a la colección de la Fundación Alberto Jiménez-Arellano Alonso).

## Pueblos jukun
| Etnónimo          | Otros nombres                                               | País 1  | País 2 | Lengua jukunoide |
| ----------------- | ----------------------------------------------------------- | ------- | ------ | ---------------- |
| Pueblo abinsi     | awannu, wanu, wannu, abinsi-jukun, river-jukun o wanu-jukun | Nigeria |        | wannu            |
| Pueblo bete jukun | biti                                                        | Nigeria |        | jakun takum      |
| Pueblo jibu       | jibawa                                                      | Nigeria |        | jibu             |
| Pueblo wapan      | wakari, wase o wukari                                       | Nigeria |        | wapan            |